# Guggenheim Helsinki
Pour les articles homonymes, voir Musée Guggenheim et Guggenheim.
Le Guggenheim Helsinki est un projet abandonné de musée d'art contemporain à Helsinki en Finlande. 
Proposé en 2011, il a été rejeté par le conseil municipal d'Helsinki en décembre 2016.

## Historique
Le projet initial est proposé par la Fondation Solomon R. Guggenheim en 2011. Son coût est de 130 millions d'euros à la charge des collectivités, avec des frais de gestion annuels prévus de 14,5 millions d'euros et une licence de 23,4 millions d'euros à payer à la fondation Guggenheim. Ce projet rencontre une forte opposition et il est refusé au conseil municipal d'Helsinki en 2012.
En septembre 2013, la fondation Guggenheim propose un projet remodelé, où les frais de licences ne seraient pas à la charge de la collectivité, avec des coûts de gestion moindre de 10 %. En janvier 2014, le conseil municipal réserve un emplacement pour le musée dans le Port du sud. En juin 2014, un concours d'architecture est lancé : il reçoit 1 715 propositions, mais seuls 6 finalistes sont retenus en décembre 2014. Le 23 juin 2015, le cabinet Moreau Kusunoki est retenu, utilisant du bois traité à la manière du Yakisugi.
Le 1er décembre 2016, le projet a été abandonné par le conseil municipal d'Helsinki,.